# Abarta
Abarta (también conocido en irlandés como Ábartach o Ábhartach, cuyo significado sería "realizador de proezas") es un dios de la mitología irlandesa, uno de los Tuatha Dé Danann, y vinculado a Fionn mac Cumhaill. Según P. Monaghan, Abarta era uno de los fomoré o dioses de la muerte, descritos como "una raza antigua y monstruosa".

## Leyenda
En una de las historias más célebres, Abarta consigue engañar a Fionn mac Cumhaill al hacerse pasar por un hombre holgazán en busca de trabajo. Fionn mac Cumhaill lo acepta como su siervo, poco después de suceder a su padre como líder de los fianna, un grupo de poderosos guerreros milesianos. En un gesto de buena fe, Abarta les da a los fianna un caballo salvaje gris que tuvo que ser montado por catorce hombres antes de que decidiera galopar. Abarta cabalga junto a los fianna y los lleva hacia el Otro Mundo, donde les aguardan los Tuatha Dé Danann, arrastrados al submundo por los milesianos .
Los fianna, liderados por el ayudante de Fionn mac Cumhaill, Foltor, tienen que hacerse con un barco mágico para encontrar el corcel de Abarta. Foltor, el mejor rastreador de los fianna, consigue navegar hacia el Otro Mundo y obliga a Abarta a dejar libres a los guerreros fianna que estaban bajo su poder. Por cuestiones de honor, Abarta es amarrado a la cola del caballo y llevado a rastras hacia Irlanda. Sin embargo, según la versión de P. Monaghan, es el propio Fionn y no su aprendiz quien rescata a los fianna de las garras de Abarta. Tras la heroica hazaña, Fionn expulsa a Abarta de sus huestes.